# Kaloyan Karadzhinov
Kaloyan Karadzhinov - em búlgaro, Калоян Караджинов (Sófia, 25 de janeiro de 1977) é um futebolista búlgaro. Atualmente joga no Tornado Bezden.

## Carreira
Depois de jogar nas categorias de base do Lokomotiv Sofia, Karadzhinov não foi promovido ao time principal e foi liberado para defender o Nadezhda Dobroslavtsi em 1996, atuando em 9 partidas. Durante sua passagem na terceira e quarta divisões do futebol búlgaro, acumulava a carreira de jogador com outras funções, como pedreiro, fabricante de concreto, vendedor ambulante ou frentista de posto de gasolina. Seu melhor desempenho nas ligas inferiores foi no Benkovski Kostinbrod, onde marcou 51 gols em 84 jogos.
Seu desempenho chamou a atenção de clubes profissionais, e o volante foi contratado pelo Minyor Bobov Dol, da segunda divisão, em fevereiro de 2004. Lá, foram 14 partidas e 5 gols. Voltaria ao Lokomotiv Sofia em janeiro de 2005, desta vez para atuar profissionalmente. Nos Ferroviários, foram 75 jogos e 15 gols marcados.
Karadzhinov teve ainda uma passagem no futebol chinês entre 2007 e 2008, defendendo o Dalian Shide. Neste último ano foi emprestado para o Botev Plovdiv, e voltaria pela segunda vez ao Lokomotiv Sofia em 2009. Após 2 temporadas, teve o contrato rescindido em outubro de 2011 e ficou 4 anos longe dos gramados, regressando ao futebol em 2015 para atuar no Lokomotiv 1929.
Desde 2016, voltaria a jogar em nível amador, desta vez pelo Tornado Bezden, onde permanece até hoje.

## Seleção
Pela Seleção Búlgara, estreou em novembro de 2005, contra a Geórgia. Seu único gol pela equipe foi contra a Eslováquia, um ano depois.

## Links
- Kaloyan Karadzhinov em National-Football-Teams.com